# This Is War
Pour la chanson du même groupe, voir This Is War.
Albums de Thirty Seconds to Mars
A Beautiful Lie
(2005) Love, Lust, Faith and Dreams
(2013)
Singles
1. Kings and Queens
Sortie : 13 octobre 2009
2. This Is War
Sortie : 20 août 2010
3. Closer to the Edge
Sortie : 14 février 2010
4. Hurricane
Sortie : 10 janvier 2011

This Is War est le troisième album studio du groupe de rock Thirty Seconds to Mars, sorti en 2009. Il marque une évolution dans le son du groupe.

## Historique
En 2008, le groupe Thirty Seconds to Mars rompt son contrat avec Virgin Records en arguant que le contrat qu'ils avaient signé avec Immortal Records et qui a plus tard été repris par Virgin était de neuf ans alors que la loi californienne prévoit que les artistes ne peuvent pas être sous contrat exclusif pendant plus de sept ans. Virgin intente alors un procès au groupe. Après presque un an de bataille juridique, pendant lequel le groupe commence l'enregistrement de son prochain album, les deux parties parviennent à un accord en avril 2009 et le groupe signe un nouveau contrat avec EMI, dont Virgin est une filiale. L'enregistrement est long et difficile, le groupe ayant dû le réaliser sans l'aide d'un label pendant une grande partie du processus. Fin avril, le groupe invite un millier de fans à participer à l'enregistrement des chœurs pour l'une des chansons de l'album (Kings and Queens).
L'album marque une évolution dans le son du groupe qui, sans abandonner totalement ses influences hard rock et post-grunge, se tourne vers un son qui mêle rock électronique, rock gothique et rock progressif,. Jared Leto estime que c'est un album-concept, empreint de spiritualité, sans aller jusqu'à le comparer à un opéra-rock. Il ajoute que le style est plus expérimental, avec un son beaucoup plus électronique, que les précédents albums du groupe et que l'album aborde des thèmes, comme l'optimisme ou la sexualité, qui étaient absents dans les autres.
Le premier single Kings and Queens est mis en ligne le 6 octobre 2009 sur le site web et le MySpace du groupe et est disponible à la vente une semaine plus tard. This Is War, chanson homonyme du titre de l'album, figure sur la bande originale du jeu vidéo Dragon Age: Origins qui sort en novembre. L'album est publié le 4 décembre et 2 000 pochettes différentes sont réalisées, avec chacune une photo que des fans du groupe ont envoyé et qui sont choisies par ses membres après une sélection. Parmi celles-ci figurent des photos de célébrités comme Bam Margera, Kat Von D, Conan O'Brien, les membres du groupe Chevelle et Gape Saporta du groupe Cobra Starship. L'album existe en édition deluxe, qui contient le CD et un DVD de 49 minutes. Le CD de cette édition contient la version de Bad Romance de Lady Gaga, interprété par le groupe, ainsi qu'une version de Hurricane avec la participation de Kanye West qui n'avait pas pu être intégrée sur la version standard en raison d'un conflit entre leurs maisons de disques respectives.

## Accueil critique
Certaines publications estiment que This Is War a reçu des critiques élogieuses lors de sa sortie,,,. L'album obtient néanmoins un score mitigé de 55/100 sur le site Metacritic, sur la base de 10 critiques collectées.
Parmi les critiques positives, Victoria Durham, de Rock Sound, lui donne la note de 9/10, estimant que c'est un album « passionné, galvanisant et incroyablement focalisé » où « l'ambition débridée » du groupe « repousse les limites et défie les perceptions » ce qui est « la marque de véritables visionnaires musicaux ». Scott Heisel, de Alternative Press, lui donne 4 étoiles sur 5, affirmant que « This Is War brille comme un triomphe artistique pour Thirty Seconds to Mars ». Daniel Lane, de Kerrang!, écrit « This Is War est un album incroyablement ambitieux. Leur campagne a peut-être juste commencé, mais, à ce rythme, l'histoire retiendra Thirty Seconds to Mars comme les vainqueurs ». Pour August Brown, de Los Angeles Times, qui lui donne 4 étoiles sur 4, l'album est « combatif, sinistre, c'est, de tout ce qu'a fait ce groupe, ce qui laisse transparaître le plus de confiance en soi ». Andy Greenwald, d'Entertainment Weekly, lui donne la note de B-, le nommant « 2012: The Album », en référence au film 2012 sorti un peu avant l'album, avec de « nombreuses ravissantes explosions » qui font que l'on ne se soucie pas de sa signification.
Parmi les critiques mitigées, Stephen Thomas Erlewine, de AllMusic, soutient que les « producteurs Steve Lillywhite et Flood, les deux vétérans de U2, donnent à l'album une échelle épique appropriée bien que le terme approprié semble inapproprié pour un mélange aussi maladroit de synth rock, de metal et de prog » et que l'album reste satisfaisant grâce à « sa variété auditive ». Kevin Liedel, de Slant Magazine, lui donne 3 étoiles sur 5, estimant que le son se trouve « au croisement de Linkin Park et U2 » et que l'album ressemble à une pièce de théâtre avec « les chansons comme scènes et Jared Leto comme acteur principal ». Mikael Wood, de Billboard, lui donne la note de 6/10, écrivant que quand « Jared Leto veut faire dans l'épique, il ne fait pas les choses à moitié » et qu'il « fait appel à des chœurs » dans presque toutes les chansons. Arnaud De Vaubicourt, de Music Story, affirme que « même si des titres comme 100 Suns, Escape ou Alibi font de 30 Seconds to Mars un groupe largement estimable, d’autres tentatives de séduction, entre ésotérisme factice et sentimentalisme lourdaud, comme Vox Populi ou Hurricane, s’avèrent totalement ratées, voire insupportables à écouter » et que « le son est ample, véloce et puissant » mais que le groupe « n’inspire qu’un intérêt assez limité ».
Parmi les critiques négatives,  Charles Aaron, de Spin, lui donne la note de 3/10, évoquant un album « grandiloquent » qui « amalgame avec insistance des bouts d'œuvres d'autres groupes dans un crescendo spécieux de méga-angoisse existentielle ». Will Dean, du Guardian, lui donne 2 étoiles sur 5, trouvant que c'est un appel aux armes bien sage plein de « hurlements post-grunge de mauvais goût » et de « paroles faussement rebelles ». Le magazine Rolling Stone estime que l'album « en fait des tonnes et est pompeux ».

## Liste des chansons
Toutes les paroles sont écrites et toute la musique est composée par Jared Leto sauf L490 écrite et composée par Shannon Leto.
| 1.  | Escape                     | 2:24 |
| 2.  | Night of the Hunter        | 5:41 |
| 3.  | Kings and Queens           | 5:48 |
| 4.  | This Is War                | 5:27 |
| 5.  | 100 Suns                   | 1:58 |
| 6.  | Hurricane                  | 6:13 |
| 7.  | Closer to the Edge         | 4:33 |
| 8.  | Vox Populi                 | 5:42 |
| 9.  | Search and Destroy         | 5:38 |
| 10. | Alibi                      | 5:59 |
| 11. | Stranger in a Strange Land | 6:54 |
| 12. | L490                       | 4:26 |

## Classements et certifications
| Pays               | Positions |
| ------------------ | --------- |
| Allemagne          | 12        |
| Australie          | 18        |
| Autriche           | 8         |
| Belgique Comm. fl. | 74        |
| Belgique Comm. fr. | 34        |
| Espagne            | 52        |
| États-Unis         | 19        |
| Finlande           | 19        |
| France             | 96        |
| Grèce              | 44        |
| Irlande            | 51        |
| Italie             | 19        |
| Mexique            | 39        |
| Nouvelle-Zélande   | 9         |
| Pays-Bas           | 31        |
| Pologne            | 34        |
| Portugal           | 6         |
| Royaume-Uni        | 15        |
| Suisse             | 20        |

| Pays             | Ventes    | Certifications |
| ---------------- | --------- | -------------- |
| Afrique du Sud   | 20 500 +  | Or             |
| Allemagne        | 200 000 + | Platine        |
| Australie        | 35 000 +  | Or             |
| Autriche         | 10 000 +  | Or             |
| Belgique         | 60 000 +  | 2 × Platine    |
| États-Unis       | 500 000 + | Or             |
| Irlande          | 7 500 +   | Or             |
| Italie           | 30 000 +  | Or             |
| Nouvelle-Zélande | 7 500 +   | Or             |
| Pologne          | 20 000 +  | Platine        |
| Portugal         | 30 000 +  | 2 × Platine    |
| Royaume-Uni      | 300 000 + | Platine        |

## Crédits
- Jared Leto — chant, guitare rythmique, basse, claviers
- Shannon Leto — batterie, percussions
- Tomo Miličević — guitare solo, basse, claviers, synthétiseur, violon
- Flood - producteur
- Ryan Williams - ingénieur du son, mixage
- Stephen Marcussen - mastering